# 昂夫勒维尔 (芒什省)
昂夫勒维尔（法語：Amfreville，法語發音：[ɑ̃fʁəvil] ⓘ）是法国芒什省的一个旧市镇，属于瑟堡区。2016年，昂夫勒维尔与邻近的4个市镇并入市镇皮科维尔。

## 地理
昂夫勒维尔（49°24'36"N, 1°23'34"W）面积10.1 平方千米，位于法国诺曼底大区芒什省，该省份为法国西北部沿海省份，西、北、东北三面环大西洋，东起顺时针与卡爾瓦多斯省、奧恩省、马耶讷省和伊勒-维莱讷省接壤。
与昂夫勒维尔接壤的市镇（或旧市镇、城区）包括：古尔伯维尔、埃蒂安维尔、弗雷维尔、讷维尔欧普兰、皮科维尔、圣梅尔埃格利斯。

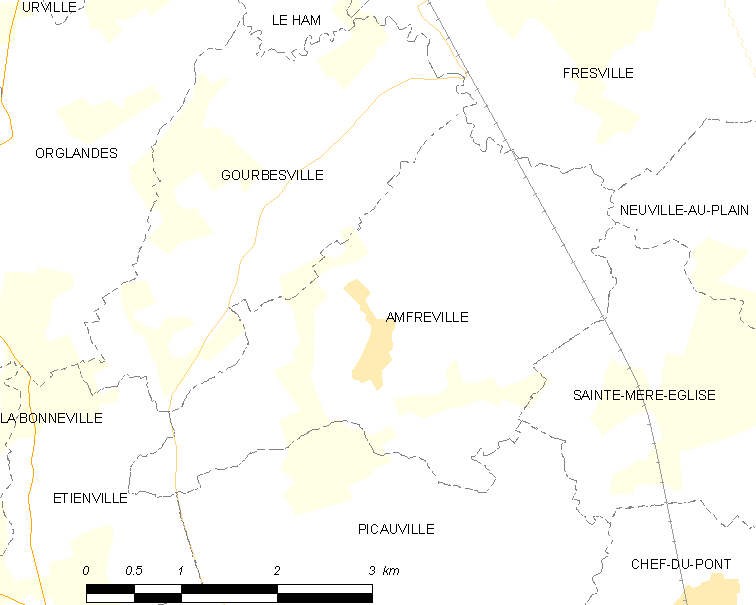
的OSM定位图

昂夫勒维尔的时区为UTC+01:00、UTC+02:00（夏令时）。

## 行政
昂夫勒维尔的邮政编码为50480，INSEE市镇编码为50005。

## 政治
昂夫勒维尔所属的省级选区为卡朗唐莱马赖县。

## 人口

1962-2008年间人口变化图示

昂夫勒维尔于2018年1月1日时的人口数量为287人。